# Shirley Strong
Shirley Elaine Strong (Cuddington, 18 novembre 1958) è un'ex ostacolista britannica, vincitrice della medaglia d'argento alle Olimpiadi di Los Angeles 1984 nei 100 metri ostacoli.

## Biografia
Strong iniziò la sua carriera ad alti livelli nel 1977 con due secondi posti agli AAA Championships ed agli UK Athletics Championships, risultato replicato l'anno dopo. Fra il 1979 ed il 1984 vinse sei volte consecutivamente gli AAA Championships e fu campionessa britannica 1979, 1980 e 1983.
Ottenne poi un 5º posto ai Mondiali 1983 con un 12.78 ventoso; questo piazzamento resta tuttora il migliore ottenuto da una britannica in questo evento.
L'anno successivo approfittò del boicottaggio dei Paesi dell'est per vincere l'argento olimpico; partita come favorita per l'oro, fu battuta da Benita Fitzgerald-Brown.
In seguito la sua carriera fu molto condizionata da un infortunio al tendine d'Achille; non riuscì a qualificarsi per i Giochi del Commonwealth 1986 e nel 1987 si ritirò.